# Gelej
Gelej község Borsod-Abaúj-Zemplén vármegye Mezőcsáti járásában. 
A település lakosságának közel 100 %-a magyar nemzetiségűnek vallja magát.

## Fekvése
A vármegye déli részén fekszik, Miskolctól 42 kilométerre délre található, a Mezőkeresztest Mezőcsáttal összekötő 3305-ös út mentén. Legközelebbi szomszédjai a 4 kilométerre fekvő Mezőnagymihály és a 11 kilométerre lévő Mezőcsát. Mezőkeresztestől 8, Csincsétől mintegy 15 kilométerre fekszik. A települést a Csincse-patak szeli ketté.

## Története

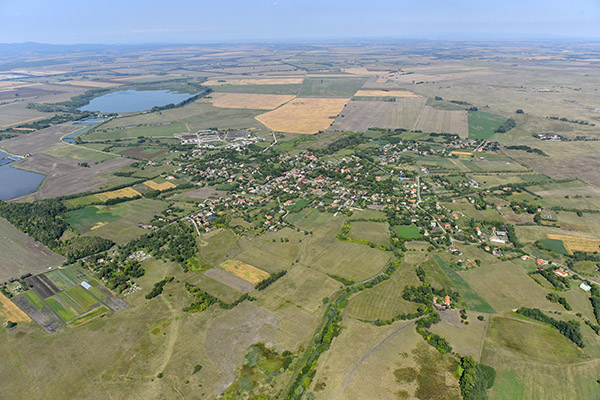
Gelej, légi fotó

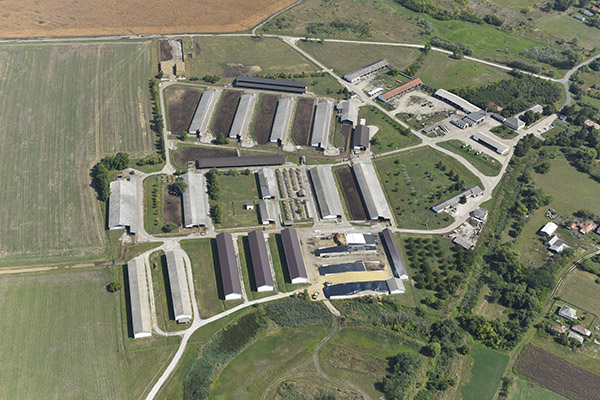
Gelej, légi felvétel

Gelej Árpád-kori település. Nevét már 1261-ben, majd 1323-ban említette oklevél Geley néven, Barátnyárád határjárásában.
1334-ben neve szerepelt a pápai tizedjegyzékben: papja ekkor két garas pápai tizedet fizetett, ez alapján feltételezhető, hogy a települést ekkor nem sokan lakják.
A 14. században a Geley család, az Örsúr nemzetség Geszty ága volt itt birtokos. Ekkor már Kis- és Nagygelej néven szerepelt, és a Farmosi és Nyilas családok voltak itt birtokosok.
Az 1549-es összeíráskor nyolc nemesi portát írtak itt össze, de 1564-ben már csak ötöt.
A 16. század közepén már jelentős községként volt említve. E század végén tűnnek fel a birtokosok között a Forgács, a Wértes, a Farkas, a Szentmarjai, valamint a Lónyai, a Mósa, az Wza, és a Homonnai családok.
A mezőkeresztesi csata után a vármegye déli része elnéptelenedett, ebben a sorsban osztozott Gelej is; a falu a török hódoltság alatt lakatlan volt, 1730-ban Felső- és Alsó-Gelejt csak pusztaként említik. 1723-ban birtokosai között szerepeltek a Herman, a Vincze, a Petra családok is.
1735-ben a kamaráé, a szepesi kamara ekkor el akarta adni a geleji pusztát, amely szerinte a koronára szállt. Borsi Mihály leányai, Borsi Anna és Katalin 2000 rénes forintot ígértek a birtokért, a zálogbirtokosok azonban már előre nádori adományt szereztek ősi birtokukba, így Gelej birtokosai a Petra, Vincze, Papp, Pásztor, Bársony, Forrai, Lipcsei, Makai, Menyhárt, Szomódi, Melléte (Millétei), Kiss, Hermány (Herman), Kovács, Kékedi és Sinka családok lettek. A 18. század végén – Borsod vármegyében egyedülálló módon – a lakosság közel 80%-a nemes volt, akik egyetlen földesúr alá sem tartoztak (kuriális község).
A faluban született Miskolci Kovács Gyula, fiatalon elhunyt 19. századi költő.

## Közélete

### Polgármesterei
- 1990–1994: Dr. Demeter József (független)[4]
- 1994–1998: Dr. Demeter József (független)[5]
- 1998–2002: Dr. Demeter József (független)[6]
- 2002–2006: Demeterné Nyeste Erzsébet (független)[7]
- 2006–2010: Demeterné Nyeste Erzsébet (független)[8]
- 2010–2014: Demeterné Nyeste Erzsébet (független)[9]
- 2014–2019: Demeterné Nyeste Erzsébet (független)[10]
- 2019–2024: Demeterné Nyeste Erzsébet (független)[11]
- 2024– : Demeterné Nyeste Erzsébet (független)[1]

## Népesség
A település népességének változása:
| Lakosok száma | 587  | 586  | 580  | 574  | 531  | 551  | 540  |
|               | 2013 | 2014 | 2015 | 2021 | 2022 | 2023 | 2024 |

A 2011-es népszámlálás során a lakosok 77,3%-a magyarnak, 0,5% németnek mondta magát (22,7% nem válaszolt; a kettős identitások miatt a végösszeg nagyobb lehet 100%-nál). A vallási megoszlás a következő volt: római katolikus 16,2%, református 52,7%, görögkatolikus 0,2%, felekezeten kívüli 3,2% (27,4% nem válaszolt).
2022-ben a lakosság 74,6%-a vallotta magát magyarnak, 0,4% cigánynak, 0,2% szerbnek, 1,7% egyéb, nem hazai nemzetiségűnek (25% nem nyilatkozott; a kettős identitások miatt a végösszeg nagyobb lehet 100%-nál). Vallásuk szerint 11,7% volt római katolikus, 32,2% református, 0,4% görög katolikus, 10,7% felekezeten kívüli (44,4% nem válaszolt).

## Ismert személyek

### Itt születteK
- Geleji Katona István (1589–1649) református püspök
- Szeremlei Sámuel (1837–1924) református lelkész, történész, egyházi író
- Ökrös Sándorné Barczi Erzsébet (1907–?) szövetkezeti vezető, országgyűlési képviselő
- Pinczés István (1953) színházi rendező, színigazgató